# 금 선종
금 선종 완안종가(金 宣宗 完顔從嘉, 1163년 4월 18일(음력 3월 13일) ~ 1224년 1월 2일(음력 1223년 12월 10일))은 금나라 제8대 황제(재위 : 1213년 ∼ 1224년). 장종의 서형에 해당되어, 선효태자 현종 윤공(宣孝太子 顯宗 允恭)의 서장자이다. 여진 이름은 오도보(吾睹補). 시호는 계천흥통술도근인영무성효황제(繼天興統述道勤仁英武聖孝皇帝). 어머니는 소성황후 유씨(昭聖皇后 劉氏).

## 생애
금 조정에는 궁정분란이 일어나 위소왕이 호사호(胡沙虎)에게 암살을 당하였다. 호사호는 위소왕의 조카인 오도보 즉 금 선종을 제위에 앉혔다.
1214년 몽골은 금으로부터 막대한 금액의 보상금을 받고 철수했다. 금 선종은 칭기스칸이 철수하자마자 호사호와 회의를 나누고 곧장 도성을 베이징에서 황하 이남의 개봉(開封)으로 옮겼다.
이듬해인 1215년 금 선종 오도보가 개봉으로 천도했다는 소식을 듣자 칭기즈 칸은 그것을 금나라를 지워버릴수 있는 절호의 기회라고 생각하고 다시 전쟁을 재개, 곧장 중도(中都, 오늘날 북경北京)을 함락시켜 건물들을 모두 잿더미로 만들고 그 지역 주민들을 철저하게 학살하였다. 초원의 거주자들이 아무런 과도기적 단계도 없이 찬란한 문명을 가진 거대한 도시를 소유하게 되자 어찌할 바를 모르고, 더 나은 방법을 알지 못했던 그들은 당황해서 방화와 살육을 하게 된것이다. 개인적인 약탈은 그들의 규범인 야삭에서 금하는 것이 었는데 그들은 북경에 들어가서 한달 동안이나 약탈을 계속 하였다. 이것은 10세기의 거란이나 12세기의 여진 사람들이 살육을 최소화하고 그들의 재산을 파괴하지 않고 이전 왕조를 계승하여 차지한 것과 비교해 볼 때 퇴보한 것이었다. 그 뒤 중국 북부의 완전한 장악은 부장인 무칼리에게 맡겨졌다.
금은 개봉 천도이후 섬서성의 일부와 하남성 지역 정도로 축소되면서 사실상 멸망하였다. 그렇지만 몽골이 중앙아시아에서 전쟁을 하고 있어 여력이 없을 때, 금은 잠시나마 북경을 제외한 일부 성을 수복했지만 그 수는 많지 않았다.
칭기즈 칸의 신하 무칼리는 금나라 정복을 의뢰받고 지속적인 전투를 계속하였으나 이제 전투는 중국식 장기 공성전으로 변해 버려 금나라를 멸망시키는 데 큰 어려움을 겪어야 했다.
1224년 1월 14일 선종은 62세의 나이로 사망하였다.

## 가족관계

### 조부모와 부모
- 조부 : 세종(世宗) 인효황제(仁孝皇帝) 완안 옹(完顔 雍)
- 조모 : 명덕황후(明德皇后) 오림답씨(烏林答氏)
- 부친 : 현종(顯宗) 광효황제(光孝皇帝) 완안 윤공(完顔 允恭)
- 모친 : 소성황후(昭聖皇后) 유씨(劉氏)

### 황후
| 봉호       | 시호                | 이름(성씨) | 별칭  | 재위년도        | 생몰년도   | 국구(장인/장모)                                             | 비고  |
| ---------- | ------------------- | ---------- | ----- | --------------- | ---------- | ----------------------------------------------------------- | ----- |
| 황후(皇后) |                     | 왕씨(王氏) | [ 1 ] | 1214년 ~ 1224년 |            | 변국공(汴國公) 왕언창(王彦昌) 변국부인(汴國夫人) 마씨(馬氏) | [ 2 ] |
| 원비(元妃) | 명혜황후 (明惠皇后) | 왕씨(王氏) | [ 3 ] | (추존)          | ? ~ 1231년 |                                                             | [ 4 ] |

### 후궁
| 봉호       | 이름(성씨) | 별칭 | 생몰년도 | 비고 |
| ---------- | ---------- | ---- | -------- | ---- |
| 여비(麗妃) | 사씨(史氏) |      |          |      |
| 진비(眞妃) | 방씨(龐氏) |      |          |      |

### 황자
| - | 봉호           | 시호       | 이름                                          | 생몰년도        | 생모          | 별칭  | 비고                   |
| - | -------------- | ---------- | --------------------------------------------- | --------------- | ------------- | ----- | ---------------------- |
| 1 | 황태자(皇太子) | 장헌(莊獻) | 완안 수충(完顔 守忠)                          | ? ~ 1215년      |               |       |                        |
| 2 | 황태자(皇太子) |            | 완안 영갑속(完顔 寧甲速) 완안 수서(完顔 守緖) | 1198년 ~ 1234년 | 명혜황후 왕씨 | [ 5 ] | 제9대 황제 애종(哀宗). |
| 3 | 형왕(荊王)     |            | 완안 반도(完顔 盤都) 완안 수순(完顔 守純)     | ? ~ 1233년      | 진비 방씨     | [ 6 ] |                        |
| 4 |                |            | 완안 현령(完顔 玄齡)                          |                 | 여비 사씨     |       | 요절함.                |

### 황녀
| - | 봉호               | 이름 | 생몰년도 | 생모 | 별칭 | 비고 |
| - | ------------------ | ---- | -------- | ---- | ---- | ---- |
| 1 | 온국공주(溫國公主) |      |          |      |      |      |

## 기년
| 선종        | 원년            | 2년        | 3년        | 4년        | 5년                 | 6년        | 7년        | 8년        | 9년        | 10년                | 11년       |
| ----------- | --------------- | ---------- | ---------- | ---------- | ------------------- | ---------- | ---------- | ---------- | ---------- | ------------------- | ---------- |
| 서력 (西曆) | 1213년          | 1214년     | 1215년     | 1216년     | 1217년              | 1218년     | 1219년     | 1220년     | 1221년     | 1222년              | 1223년     |
| 간지 (干支) | 계유(癸酉)      | 갑술(甲戌) | 을해(乙亥) | 병자(丙子) | 정축(丁丑)          | 무인(戊寅) | 기묘(己卯) | 경진(庚辰) | 신사(辛巳) | 임오(壬午)          | 계미(癸未) |
| 연호 (年號) | 정우(貞祐) 원년 | 2년        | 3년        | 4년        | 5년 흥정(興定) 원년 | 2년        | 3년        | 4년        | 5년        | 6년 원광(元光) 원년 | 2년        |